# Bóng đá tại Đại hội Thể thao Đông Nam Á 2021
Bóng đá tại Đại hội Thể thao Đông Nam Á 2021 được tổ chức tại bốn địa điểm ở Việt Nam; sân vận động Quốc gia Mỹ Đình ở Hà Nội, sân vận động Việt Trì ở Phú Thọ, sân vận động Thiên Trường ở Nam Định cho nội dung đồng đội nam và sân vận động Cẩm Phả ở Quảng Ninh cho nội dung đồng đội nữ. Độ tuổi tham dự là U-23 cộng thêm tối đa 3 cầu thủ quá tuổi đối với nam và không giới hạn độ tuổi đối với nữ.

## Lịch thi đấu
| G | Vòng bảng | ½ | Bán kết | B | Play-off tranh hạng ba | F | Chung kết |

| Nội dung | T6 6 | T7 7 | CN 8 | T2 9 | T3 10 | T4 11 | T5 12 | T6 13 | T7 14 | CN 15 | T2 16 | T3 17 | T4 18 | T5 19 | T6 20 | T7 21 | T7 21 | CN 22 | CN 22 |
| -------- | ---- | ---- | ---- | ---- | ----- | ----- | ----- | ----- | ----- | ----- | ----- | ----- | ----- | ----- | ----- | ----- | ----- | ----- | ----- |
| Nam      | G    | G    | G    | G    | G     | G     |       | G     | G     | G     | G     |       |       | ½     |       |       |       | B     | F     |
| Nữ       |      |      |      | G    | G     | G     |       | G     | G     | G     |       |       | ½     |       |       | B     | F     |       |       |

## Các địa điểm
Giải đấu được diễn ra tại sân vận động Quốc gia Mỹ Đình ở Hà Nội, sân vận động Việt Trì ở Phú Thọ, sân vận động Thiên Trường ở Nam Định cho nội dung đồng đội nam và sân vận động Cẩm Phả ở Quảng Ninh cho nội dung đồng đội nữ.
| Hà Nội                        | Hà NộiPhú ThọNam ĐịnhQuảng NinhBóng đá tại Đại hội Thể thao Đông Nam Á 2021 (Việt Nam) | Phú Thọ               |
| ----------------------------- | -------------------------------------------------------------------------------------- | --------------------- |
| Sân vận động Quốc gia Mỹ Đình | Hà NộiPhú ThọNam ĐịnhQuảng NinhBóng đá tại Đại hội Thể thao Đông Nam Á 2021 (Việt Nam) | Sân vận động Việt Trì |
| Sức chứa: 40.192              | Hà NộiPhú ThọNam ĐịnhQuảng NinhBóng đá tại Đại hội Thể thao Đông Nam Á 2021 (Việt Nam) | Sức chứa: 18.000      |
|                               | Hà NộiPhú ThọNam ĐịnhQuảng NinhBóng đá tại Đại hội Thể thao Đông Nam Á 2021 (Việt Nam) |                       |
| Nam Định                      | Hà NộiPhú ThọNam ĐịnhQuảng NinhBóng đá tại Đại hội Thể thao Đông Nam Á 2021 (Việt Nam) | Quảng Ninh            |
| Sân vận động Thiên Trường     | Hà NộiPhú ThọNam ĐịnhQuảng NinhBóng đá tại Đại hội Thể thao Đông Nam Á 2021 (Việt Nam) | Sân vận động Cẩm Phả  |
| Sức chứa: 30.000              | Hà NộiPhú ThọNam ĐịnhQuảng NinhBóng đá tại Đại hội Thể thao Đông Nam Á 2021 (Việt Nam) | Sức chứa: 16.000      |
|                               | Hà NộiPhú ThọNam ĐịnhQuảng NinhBóng đá tại Đại hội Thể thao Đông Nam Á 2021 (Việt Nam) |                       |

## Các đội tuyển tham dự
Vào ngày 3 tháng 3 năm 2022, FAM thông báo tuyển nữ Malaysia sẽ không tham dự SEA Games 31, tuy nhiên Tổng Thư ký FAM Saifuddin Abu Bakar không giải thích lý do. Phải đến ngày 5 tháng 3, Chủ tịch Ủy ban bóng đá nữ Malaysia Datuk Suraya Yacoob mới giải thích cặn kẽ: "Với những thông tin mà chúng tôi có được, tuyển nữ Thái Lan, Việt Nam, Myanmar hay Philippines có những lợi thế lớn mà tuyển nữ Malaysia không có được. Sau khi xem xét kết quả của đội từ SEA Games 2017, 2019 cũng như phong độ của đội hiện tại, chúng tôi quyết định không tham dự SEA Games lần này".
| Quốc gia           | Nam | Nữ  |
| ------------------ | --- | --- |
| Brunei             | No  | No  |
| Campuchia          | Yes | Yes |
| Indonesia          | Yes | No  |
| Lào                | Yes | Yes |
| Malaysia           | Yes | No  |
| Myanmar            | Yes | Yes |
| Philippines        | Yes | Yes |
| Singapore          | Yes | Yes |
| Thái Lan           | Yes | Yes |
| Đông Timor         | Yes | No  |
| Việt Nam           | Yes | Yes |
| Tổng cộng: 11 NOCs | 10  | 7   |

## Giải đấu nam

### Vòng bảng

#### Bảng A
| VT | Đội          | ST | T | H | B | BT | BB | HS  | Đ  | Giành quyền tham dự     |
| -- | ------------ | -- | - | - | - | -- | -- | --- | -- | ----------------------- |
| 1  | Việt Nam (H) | 4  | 3 | 1 | 0 | 6  | 0  | +6  | 10 | Vòng đấu loại trực tiếp |
| 2  | Indonesia    | 4  | 3 | 0 | 1 | 11 | 5  | +6  | 9  | Vòng đấu loại trực tiếp |
| 3  | Myanmar      | 4  | 2 | 0 | 2 | 7  | 8  | −1  | 6  |                         |
| 4  | Philippines  | 4  | 1 | 1 | 2 | 6  | 7  | −1  | 4  |                         |
| 5  | Đông Timor   | 4  | 0 | 0 | 4 | 3  | 13 | −10 | 0  |                         |

#### Bảng B
| VT | Đội       | ST | T | H | B | BT | BB | HS  | Đ | Giành quyền tham dự     |
| -- | --------- | -- | - | - | - | -- | -- | --- | - | ----------------------- |
| 1  | Thái Lan  | 4  | 3 | 0 | 1 | 12 | 2  | +10 | 9 | Vòng đấu loại trực tiếp |
| 2  | Malaysia  | 4  | 2 | 2 | 0 | 9  | 6  | +3  | 8 | Vòng đấu loại trực tiếp |
| 3  | Singapore | 4  | 1 | 2 | 1 | 5  | 9  | −4  | 5 |                         |
| 4  | Campuchia | 4  | 1 | 1 | 2 | 6  | 9  | −3  | 4 |                         |
| 5  | Lào       | 4  | 0 | 1 | 3 | 4  | 10 | −6  | 1 |                         |

### Vòng đấu loại trực tiếp
|  | Bán kết               | Bán kết  |                            |   | Trận tranh huy chương vàng | Trận tranh huy chương vàng |
|  |                       |          |                            |   |                            |                            |
|  | 19 tháng 5 – Phú Thọ  |          |                            |   |                            |                            |
|  |                       |          |                            |   |                            |                            |
|  | Việt Nam (s.h.p.)     | 1        |                            |   |                            |                            |
|  | Việt Nam (s.h.p.)     | 1        | 22 tháng 5 – Hà Nội        |   |                            |                            |
|  | Malaysia              | 0        |                            |   |                            |                            |
|  | Malaysia              | 0        | Việt Nam                   | 1 |                            |                            |
|  | 19 tháng 5 – Nam Định |          | Việt Nam                   | 1 |                            |                            |
|  |                       | Thái Lan | 0                          |   |                            |                            |
|  | Thái Lan (s.h.p.)     | Thái Lan | 0                          | 1 |                            |                            |
|  | Thái Lan (s.h.p.)     |          |                            | 1 |                            |                            |
|  | Indonesia             | 0        |                            |   |                            |                            |
|  | Indonesia             | 0        | Trận tranh huy chương đồng |   |                            |                            |
|  |                       |          |                            |   |                            |                            |
|  | 22 tháng 5 – Hà Nội   |          |                            |   |                            |                            |
|  |                       |          |                            |   |                            |                            |
|  | Malaysia              | 1 (3)    |                            |   |                            |                            |
|  | Malaysia              | 1 (3)    |                            |   |                            |                            |
|  | Indonesia (p)         | 1 (4)    |                            |   |                            |                            |

## Giải đấu nữ

### Vòng bảng

#### Bảng A
| VT | Đội          | ST | T | H | B | BT | BB | HS  | Đ | Giành quyền tham dự     |
| -- | ------------ | -- | - | - | - | -- | -- | --- | - | ----------------------- |
| 1  | Việt Nam (H) | 2  | 2 | 0 | 0 | 9  | 1  | +8  | 6 | Giành quyền vào Bán kết |
| 2  | Philippines  | 2  | 1 | 0 | 1 | 6  | 2  | +4  | 3 | Giành quyền vào Bán kết |
| 3  | Campuchia    | 2  | 0 | 0 | 2 | 0  | 12 | −12 | 0 |                         |

#### Bảng B
| VT | Đội       | ST | T | H | B | BT | BB | HS | Đ | Giành quyền tham dự     |
| -- | --------- | -- | - | - | - | -- | -- | -- | - | ----------------------- |
| 1  | Thái Lan  | 3  | 2 | 1 | 0 | 9  | 1  | +8 | 7 | Giành quyền vào Bán kết |
| 2  | Myanmar   | 3  | 2 | 1 | 0 | 5  | 1  | +4 | 7 | Giành quyền vào Bán kết |
| 3  | Singapore | 3  | 1 | 0 | 2 | 1  | 4  | −3 | 3 |                         |
| 4  | Lào       | 3  | 0 | 0 | 3 | 0  | 9  | −9 | 0 |                         |

### Vòng đấu loại trực tiếp
|  | Bán kết                 | Bán kết  |                         |   | Chung kết | Chung kết |
|  |                         |          |                         |   |           |           |
|  | 18 tháng 5 – Quảng Ninh |          |                         |   |           |           |
|  |                         |          |                         |   |           |           |
|  | Việt Nam                | 1        |                         |   |           |           |
|  | Việt Nam                | 1        | 21 tháng 5 – Quảng Ninh |   |           |           |
|  | Myanmar                 | 0        |                         |   |           |           |
|  | Myanmar                 | 0        | Việt Nam                | 1 |           |           |
|  | 18 tháng 5 – Quảng Ninh |          | Việt Nam                | 1 |           |           |
|  |                         | Thái Lan | 0                       |   |           |           |
|  | Thái Lan                | Thái Lan | 0                       | 3 |           |           |
|  | Thái Lan                |          |                         | 3 |           |           |
|  | Philippines             | 0        |                         |   |           |           |
|  | Philippines             | 0        | Tranh huy chương đồng   |   |           |           |
|  |                         |          |                         |   |           |           |
|  | 21 tháng 5 – Quảng Ninh |          |                         |   |           |           |
|  |                         |          |                         |   |           |           |
|  | Myanmar                 | 1        |                         |   |           |           |
|  | Myanmar                 | 1        |                         |   |           |           |
|  | Philippines             | 2        |                         |   |           |           |

## Bảng tổng sắp huy chương

### Bảng huy chương
| Hạng               | Đoàn               | Vàng | Bạc | Đồng | Tổng số |
| ------------------ | ------------------ | ---- | --- | ---- | ------- |
| 1                  | Việt Nam (VIE)     | 2    | 0   | 0    | 2       |
| 2                  | Thái Lan (THA)     | 0    | 2   | 0    | 2       |
| 3                  | Indonesia (INA)    | 0    | 0   | 1    | 1       |
| 3                  | Philippines (PHI)  | 0    | 0   | 1    | 1       |
| Tổng số (4 đơn vị) | Tổng số (4 đơn vị) | 2    | 2   | 2    | 6       |

### Danh sách huy chương
| Nội dung | Vàng | Bạc | Đồng |
| -------- | --- | --- | --- |
| Nam      | Việt Nam (VIE) · Quan Văn Chuẩn · Lê Văn Xuân · Vũ Tiến Long · Nguyễn Thanh Bình · Lương Duy Cương · Dụng Quang Nho · Lê Văn Đô · Nguyễn Hai Long · Nguyễn Tiến Linh · Lý Công Hoàng Anh · Nguyễn Văn Tùng · Phan Tuấn Tài · Nguyễn Trọng Long · Nguyễn Hoàng Đức · Huỳnh Công Đến · Đỗ Hùng Dũng · Nhâm Mạnh Dũng · Nguyễn Văn Toản · Hồ Thanh Minh · Bùi Hoàng Việt Anh                                  | Thái Lan (THA) · Kawin Thamsatchanan · Nakin Wisetchat · Mehti Sarakham · Jonathan Khemdee · Anusak Jaiphet · Airfan Doloh · Ekanit Panya · Korawich Tasa · Patrik Gustavsson · Worachit Kanitsribampen · William Weidersjö · Narakorn Noomchansakul · Teerasak Poeiphimai · Jakkit Palapon · Jaturapat Sattham · Chonnapat Buaphan · Ben Davis · Weerathep Pomphan · Chayapipat Supunpasuch · Supanut Suadsong                       | Indonesia (INA) · Adi Satryo · Alfeandra Dewangga · Firza Andika · Rizky Ridho · Marc Klok · Marselino Ferdinan · Witan Sulaeman · Ronaldo Kwateh · Egy Maulana Vikri · Saddil Ramdani · Muhamad Ridwan · Rachmat Irianto · Asnawi Mangkualam · Ricky Kambuaya · Ilham Rio Fahmi · Syahrian Abimanyu · Irfan Jauhari · Fachruddin Aryanto · Ernando Ari Sutaryadi             |
| Nữ       | Việt Nam (VIE) · Lại Thị Tuyết · Lương Thị Thu Thương · Chương Thị Kiều · Trần Thị Thu · Hoàng Thị Loan · Phạm Hoàng Quỳnh · Nguyễn Thị Tuyết Dung · Trần Thị Thùy Trang · Huỳnh Như · Nguyễn Thị Tuyết Ngân · Ngân Thị Vạn Sự · Phạm Hải Yến · Lê Thị Diễm My · Trần Thị Kim Thanh · Nguyễn Thị Bích Thùy · Dương Thị Vân · Trần Thị Phương Thảo · Nguyễn Thị Vạn · Nguyễn Thị Thanh Nhã · Khổng Thị Hằng | Thái Lan (THA) · Waraporn Boonsing · Kanjanaporn Saengkoon · Irravadee Makris · Phornphirun Philawan · Amornrat Utchai · Ploychompoo Somnonk · Silawan Intamee · Nipawan Panyosuk · Warunee Phetwiset · Sunisa Srangthaisong · Chatchawan Rodthong · Nutwadee Pram-nak · Kanyanat Chetthabutr · Saowalak Pengngam · Orapin Waenngoen · Uraiporn Yongkul · Taneekarn Dangda · Yada Sengyong · Janista Jinantuya · Wilaiporn Boothduang | Philippines (PHI) · Inna Palacios · Malea Cesar · Dominique Randle · Jaclyn Sawicki · Hali Long · Tahnai Annis · Camille Rodriguez · Sarina Bolden · Jessica Miclat · Ryley Bugay · Anicka Castañeda · Kaya Hawkinson · Chantelle Maniti · Isabella Flanigan · Carleigh Frilles · Sofia Harrison · Alisha del Campo · Olivia Davies-McDaniel · Eva Madarang · Quinley Quezada |